# Pilar de la Horadada
Pilar de la Horadada – gmina w Hiszpanii, w prowincji Alicante, we wspólnocie autonomicznej Walencja, o powierzchni 77,86 km². W 2011 roku liczyła 23 403 mieszkańców.

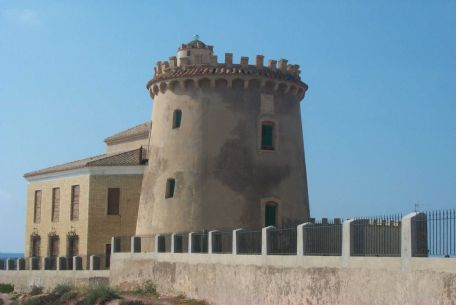
Torre de la Horadada